# Tejst
Tejst (Cepphus grylle) er en havfugl i alkefamilien. Tejsten forekommer langs kysterne i det meste af Nordatlanten og Ishavet. Ud over at yngle langs Atlanterhavskysten yngler arten desuden i Østersøen. I Danmark yngler tejsten hovedsageligt på øer i Kattegat, Storebælt og farvandet omkring Samsø. Den er en behændig flyver, som ofte fra en stor højde kommer tilbage til sin rugeplads. Den finder sin føde, især fisk, gennem dykning.

## Udseende
Den er en mellemstor 30–38 cm lang alkefugl med kort og pæreformet krop, spidst og sort næb, ovale, hvide vingepletter, hvide undervinger og dybrøde ben. Dens vingespænd er mellem 52 og 58 cm og vægten på 400-500 gram. Den er mindre end alk og lomvie og lidt større end lunde. Tejsten er om sommeren helt sort med undtagelse af en stor hvid plet på vingerne. Næbet er mørk og smalt. Under flyvning ses de hvide vingekanter. Om vinteren har den en langt lysere fjerdragt, hovedet og undersiden er hvide. Vingerne beholder de samme farver.
Kønnene er ens og ungfugle og fugle i vinterdragt er mindre karakteristiske med deres hvide underside og gråmelerede overside, men de har dog også det karakteristiske hvide vingefelt.

## Ernæring
Tejst lever overvejende af fisk som tobis og ålekvabbe, der gerne tages i en dybde af ca. 30 meter, men den er også i stand til at dykke ned til 50 meters dybde. En dykning varer i gennemsnit 73 sekunder, med en gennemsnitlig pause på 27,5 sekunder mellem dykningerne.
Særlig om vinteren lever den også af krebsdyr, bløddyr og plantedele. Den søger normalt sin føde i nærheden af kysten, men kan også observeres langt ude ved pakisranden og ved isbjerge. Danmarks og Shetlands tejst-rugefugle søger sjældent deres næring mere end 2-3 kilometer fra deres rugekolonier. Rugefuglene ved Hudson Bay fjerner sig regelmæssig indtil 5 km fra redepladsen og kan af og til ses 13 kilometer fra kolonien.

## Yngletiden
Tejsten er en kolonifugl der ankommer til rugepladserne i april måned. Tejsten yngler første gang 2-4 år gammel og lever mest i livslange parforhold. Normalt yngler tejsten mellem stenblokke eller på hylder i fuglefjeldene. I Danmark forekommer den i små og større kolonier. Den ruger normal i hulrum under store sten, typisk på klipper. I Danmark er ynglepladserne oftest mellem sten på moler eller i huller i lerskrænter, hvilket ikke er kendt fra andre steder. Det kan forekomme at tejsten ruger i huller i havnemurene, på bygninger og sågar i rugekasser.
I modsætning til andre alkefugle, som kun lægger et æg, lægger tejsten ofte to som i maj og juni udruges af magerne i fællesskab på normalt ca. 29 døgn. Ungerne mades overvejende med fisk i de ca. 40 dage det varer til de er flyvefærdige. De plejes af begge forældrefugle. Ungfuglene forlader reden på et tidspunkt, hvor vingefjerene endnu ikke er helt udvokset, men dette muliggør en langsom glidning ned til havet.

## Bestanden
Man regner med at verdensbestanden er på ca. 390.000 rugepar. I Europa forekommer 4 af de 5 forskellige underarter. Man regner med at der i Europa i begyndelsen af det 21. århundrede er 130.000 til 300.000 rugepar. Populationer med mere end 10.000 rugepar findes blandt andet i Grønland, Island, Norge, Spitsbergen, Finland, Storbritannien og Rusland. Mens bestanden i Skandinavien er aftagende, er den i Island, Grønland og Færøerne stabil, i Danmark, Finland og Storbritannien er bestanden sågar tiltagende.
Som ved de andre alkearter er tejsten blandt andet udsat for olieforurening, jagt og ægsamling, drukning i fiskenet, rotter og klimatiske ændringer.

### I Danmark
I Danmark har ynglebestanden generelt været stabil eller let stigende og udgjorde i 2018 mellem 1500 og 2100 par, der har deres reder i huller i skrænter og mellem sten, hovedsageligt på øer i Kattegat og Storebælt. Den største bestand er på Hirsholmene med over 900 par. Tejsten yngler desuden på Læsø, Nordre Rønner, Deget, Samsø, Vejrø, Tunø, Endelave, Hesselø, Musholm, Sprogø, Sjællands Odde, ved Skagen havn, og ved Sangstrup Klint på Djursland.